# Luca Orsini Baroni

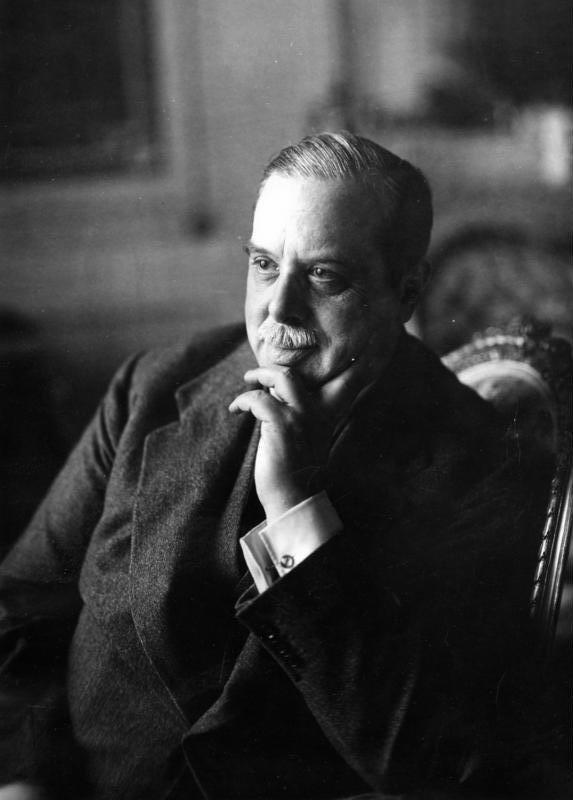
Luca Orsini Baroni

Luca Orsini Baroni (* 10. Mai 1871 in Fornacette; † 27. November 1948 in Rom) war ein italienischer Diplomat.

## Leben
Luca Orsini Baroni war der Sohn von Arianna Giuli und Francesco Orsini. Er heiratete Lili Gutmann, Tochter von Sophie Magnus (* 1852; † 1915) und Eugen Gutmann.
Er studierte Rechtswissenschaft, wurde zum Doktor der Rechte promoviert, trat in den auswärtigen Dienst, wurde 1897 Attaché in Berlin und wohnte in der Bernburger Straße 19. Von 1911 bis 1913 war er Generalkonsul in Budapest, danach 1924 Gesandter in Brüssel. Vom 3. November 1925 bis 1929 war Orsini Gesandter in Ankara. Vom 14. November 1929 bis 25. August 1932 war er Botschafter in Berlin. 1932 wurde er in den Ruhestand versetzt und 1933 berief ihn Viktor Emanuel III. in seinen Senat.